# Pyronia pardilloi
Pyronia pardilloi är en fjärilsart som beskrevs av De Sagarra 1924. Pyronia pardilloi ingår i släktet Pyronia och familjen praktfjärilar. Inga underarter finns listade.